# Noriko Ogiwara
Pour les articles homonymes, voir Ogiwara.
Noriko Ogiwara (荻原規子),  née le 22 avril 1959 à Tokyo au Japon, est une écrivaine japonaise de fantasy.

## Biographie
Noriko Ogiwara est née en 1959. Après avoir lu très jeune Le Monde de Narnia de C. S. Lewis, elle décide de devenir écrivain de fantasy. 
Son premier livre, Sorairo Magatama (空色勾玉, « Jade couleur de ciel ») lui vaut de remporter plusieurs prix de littérature pour l'enfance et est traduit en anglais par Cathy Hirano sous le titre Dragon Sword and Wind Child (en); la version en anglais est épuisée jusqu'à ce qu'elle soit rééditée par VIZ Media en octobre 2007.  Les deux sequels, Hakuchou Iden (白鳥異伝, « L'Étrange légende du cygne ») et Usubeni Tennyo (薄紅天女, « Nymphe rose »), n'ont été publiées qu'en japonais. La réédition de Dragon Sword and Wind Child encourage Viz à publier le roman suivant dans l'ordre, Hakuchou Iden, titré Mirror Sword and Shadow Prince en mai 2011, également traduit par Cathy Hirano. L'ensemble des trois titres est appelé La Trilogie de jade (en). 
Un autre de ses livres est Nishi no Yoki Majo (西の善き魔女 « Le Testament Astrée de la bonne Sorcière de l'Ouest »), une série fantastique de style occidental avec une fille essayant de découvrir les mystères qui entourent les légendes de son pays et de ses amis. La série se compose de huit livres, dont trois histoires parallèles. Nishi no Yoki Majo a été adapté en une série de manga par Haruhiko Momokawa dans Blade Comic, et sous licence pour publication en français sous le titre Sorcière de l'ouest. The Good Witch of the West est également adapté en anime sous le titre Le Testament Astrée de la bonne Sorcière de l'Ouest et diffusé au Japon en 2006.
Sa série de romans fantasie RDG Red Data Girl (en) (RDG レッドデータガール, RDG reddo dēta gāru) est publiée pour la première fois en 2008. Elle se compose de six livres, et a été adaptée en une série télévisée animée.